# Deutsches Windenergie-Institut

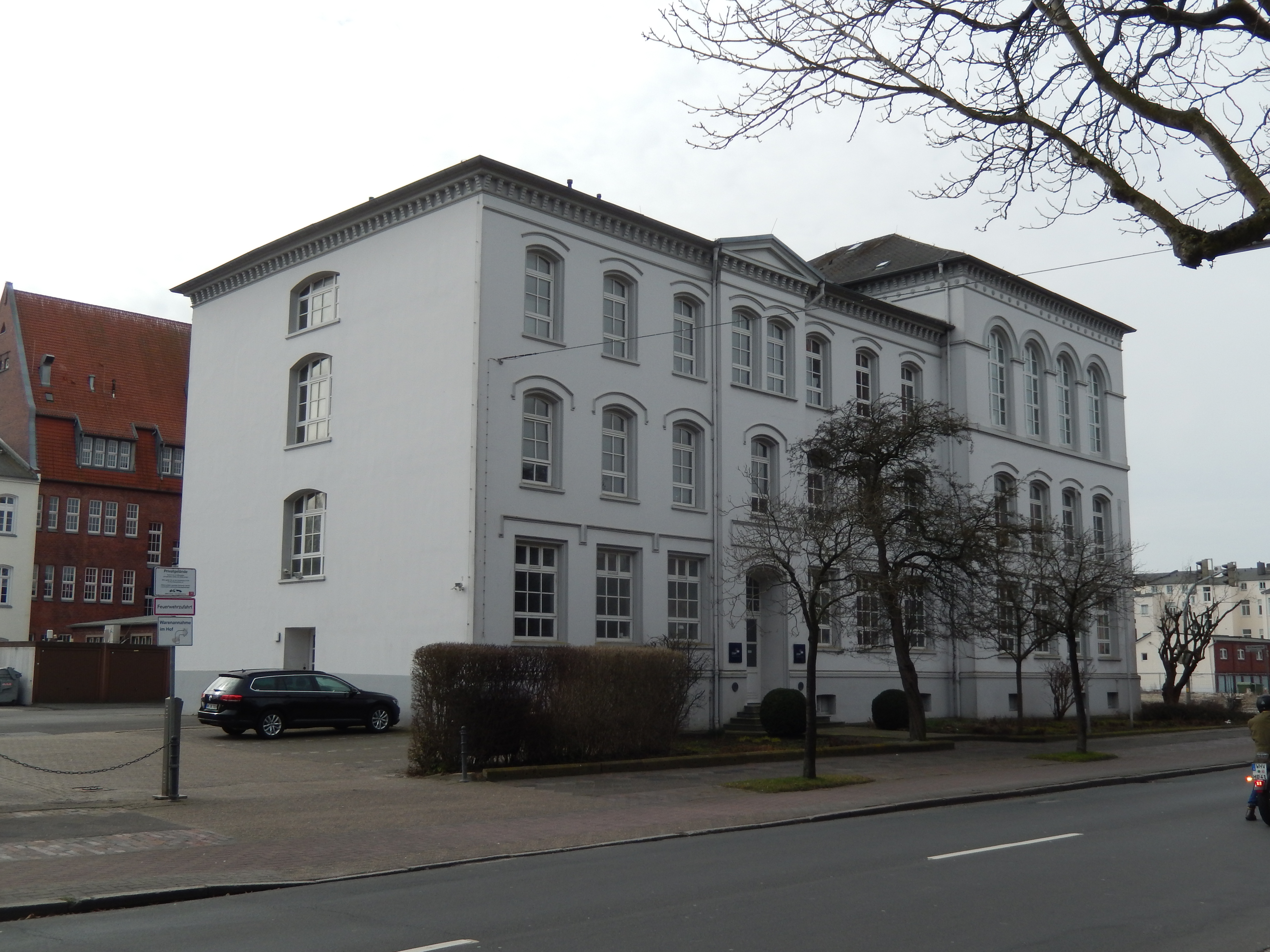
UL International, ehemaliger Standort in Wilhelmshaven

Das Deutsche Windenergie-Institut (auch: DEWI, formal: UL International GmbH) ist eine vom Land Niedersachsen 1990 gegründete Forschungs- und Dienstleistungsgesellschaft, das sich mit der Nutzung der Windenergie befasst.
Sie ist seit 2012 Teil von Underwriters Laboratories. Gegenwärtig ist die Organisation vor allem als Dienstleister in der Windenergiebranche tätig und beschäftigt dabei 120 Mitarbeiter. Angeboten werden u. a. Messdienstleistungen, Energieertragsprognosen und Studien, Weiterbildungen, Seminare und Beratungen, dazu ist das DEWI Veranstalter der deutschen Windenergie-Konferenz DEWEK. Zudem wird die Windenergie-Zeitschrift "DEWI-Magazin" herausgegeben.
Die Deutsche Akkreditierungsstelle hat der DEWI Offshore and Certification Centre GmbH (DEWI-OCC) erlaubt, Offshore-Windkraftanlagen und ihre Komponenten, Windkraftanlagen, Windparkprojekte und anderes zu zertifizieren.
Der Hauptsitz der UL International GmbH wurde ca. 2022 von Wilhelmshaven nach Oldenburg (Oldb) verlegt.